# Dimethylmalonaat
Dimethylmalonaat, ook afgekort tot DMM, is de di-ester van malonzuur en methanol. DMM vindt ruime toepassing in de organische synthese met als praktische toepassingen de synthese van barbituraten in de farmaceutische industrie en de bereiding van basisstoffen in de parfumindustrie:

## Synthese
Dimethylmalonaat kan verkregen worden uit de reactie van dimethoxymethaan met koolstofmonoxide.
{\displaystyle {\ce {H2C(OCH3)2 + 2CO -> CH2(CO2CH3)2}}}
De grootste producent van dimethylmalonaat, gemeten naar volume, is Hebei Chengxin. Dit bedrijf gebruikt een patent uit de jaren 40 van de 20e eeuw om dimethylmalonaat te maken op basis van chloorazijnzuur en natriumcyanide.

## Toepassingen
Dimethylmalonaat wordt toegepast in de malonzuurestersynthese, een algemene syntheseroute. De stof dient ook als uitgangsstof in de synthese van barbituurzuren.
In de parfumindustrie wordt dimethylmalonaat gebruikt als uitgangsstof in de synthese van de jasmonaten. Methyldihydrojasmonaat ontstaat bijvoorbeeld uit de reactie van dimethylmalonaat met cyclopentanon en pentanal. Onder de stofnaam Hedione wordt methyldihydrojasmonaat toegepast in bijna alle nieuwe geurlijnen, zoals in Eau Sauvage en Diorella (beide van Christian Dior), Voyage d'Hermès Parfum (Hermès), CKOne (Calvin Klein), Chanel No. 19 (Chanel) en Blush (Mark Jacob). Sinds 2009 is Firmenich de grootste producent van hedione.